# Tour 2000
Tour 2000 ist ein Videoalbum der deutschen Rockband Böhse Onkelz und zugleich das dritte Livealbum der Gruppe. Es wurde am 12. März 2001 über die B. O. Management AG als VHS sowie DVD und CD in einer Version veröffentlicht.

## Inhalt
Das Album enthält Live-Mitschnitte der Konzerte der Band vom 7. Mai 2000 in Frankfurt am Main, vom 16. Mai 2000 in Dortmund, vom 25. Mai 2000 in München und vom 2. Juni 2000 in Berlin. Hierbei spielte die Gruppe Titel aus fast allen ihrer bis damals erschienenen Studioalben. Außerdem ist ein Tourfilm mit mehreren Interviews enthalten. Die VHS-Version beinhaltet lediglich das Videomaterial von einer DVD.

## Covergestaltung
Das Albumcover ist größtenteils in schwarz gehalten. Ein Ausschnitt zeigt die vier Bandmitglieder schemenhaft in grellem, gelben Scheinwerferlicht auf der Bühne. Das Logo böhse onkelz und der Titel Tour 2000 in weiß befinden sich oben rechts im Bild.

## Titelliste
| DVDs + CD | VHS |
| --- | --- |
| DVD 1 Songs 1. 28 (Intro) – 4:12 2. Guten Tag – 4:23 3. Stunde des Siegers – 4:27 4. Onkelz 2000 – 4:09 5. Terpentin – 3:38 6. Nur die Besten sterben jung – 3:56 7. Fahrt zur Hölle – 3:30 8. Schutzgeist der Scheiße – 4:37 9. Dunkler Ort – 4:05 10. Kirche – 5:28 11. Hier sind die Onkelz – 4:33 12. Medley: Wilde Jungs, Heute trinken wir richtig, So sind wir, Nie wieder – 6:49 13. Mexico – 2:55 14. Erinnerungen – 5:32 Interviews 1. Die 28 2. Der Bandbus 3. 20 Jahre Böhse Onkelz 4. Die Backliner I 5. Trimmi 6. München / Gold und Platin 7. Edmund Hartsch 8. Rule 23 9. Suprasod 10. Die Backliner II DVD 2 1. Flammen – 4:14 2. Bin ich nur glücklich wenn es schmerzt – 5:27 3. Keine ist wie du – 3:14 4. Koma – 4:54 5. Könige für einen Tag – 4:02 CD 1. 28 (Intro) – 4:34 2. Dunkler Ort – 4:15 3. Onkelz 2000 – 4:57 4. Guten Tag – 4:46 5. Koma – 5:16 6. Terpentin – 4:03 7. Nur die Besten sterben jung – 4:21 8. Schutzgeist der Scheiße – 4:41 9. Keine ist wie du – 3:39 10. Bin ich nur glücklich wenn es schmerzt – 5:40 11. Stunde des Siegers – 4:54 12. Kirche – 5:49 13. Hier sind die Onkelz – 5:40 14. Medley: Wilde Jungs, Heute trinken wir richtig, So sind wir, Nie wieder – 6:49 15. Mexico – 4:05 16. Erinnerungen – 5:51 | VHS Songs 1. 28 (Intro) – 4:12 2. Guten Tag – 4:23 3. Stunde des Siegers – 4:27 4. Onkelz 2000 – 4:09 5. Terpentin – 3:38 6. Nur die Besten sterben jung – 3:56 7. Fahrt zur Hölle – 3:30 8. Schutzgeist der Scheiße – 4:37 9. Dunkler Ort – 4:05 10. Kirche – 5:28 11. Hier sind die Onkelz – 4:33 12. Medley: Wilde Jungs, Heute trinken wir richtig, So sind wir, Nie wieder – 6:49 13. Mexico – 2:55 14. Erinnerungen – 5:32 Interviews 1. Die 28 2. Der Bandbus 3. 20 Jahre Böhse Onkelz 4. Die Backliner I 5. Trimmi 6. München / Gold und Platin 7. Edmund Hartsch 8. Rule 23 9. Suprasod 10. Die Backliner II |

## Verkaufszahlen und Auszeichnungen
Tour 2000 konnte sich zwar nicht in den deutschen Albumcharts platzieren, wurde im Jahr 2006 aber für mehr als 50.000 verkaufte Exemplare mit einer Platin-Schallplatte in Deutschland ausgezeichnet.